# Septembre 1990

## Événements
- Croatie : premiers incidents, à Knin entre Serbes de Croatie et Croates.

### Samedi1erseptembre1990
- Guerre du Golfe : vers cette date, le porte-avions Clemenceau quitte Djibouti pour patrouiller dans l'océan Indien jusqu'à l'entrée du golfe Persique.

### Dimanche2 septembre 1990
- Croatie : référendum sur l'indépendance des Serbes de Croatie.

### Dimanche9 septembre 1990
- Corée : première rencontre, à Séoul, entre les premiers ministres nord et sud-coréens.
- Négociations Est-Ouest : Mikhaïl Gorbatchev et George Bush se rencontrent à Helsinki. Le président soviétique déclare : « Devant l'Histoire, nous savons que la suite dépend de ce que nous ferons ensemble. »
- Guerre du Golfe : Mikhaïl Gorbatchev et George Bush, lors d'une rencontre à Helsinki, confirment leur union dans la crise et déclarent vouloir démontrer « l'agression ne peut pas payer et ne paiera pas », mais insistent sur leur volonté d'une « solution pacifique de la crise ».
- Formule 1 : Grand Prix automobile d'Italie.

### Mardi11 septembre 1990
- Guerre du Golfe : après son discours sur le « nouvel ordre mondial » (new world order)[1] devant le Congrès à majorité démocrate, le président républicain George Bush est ovationné par les représentants du peuple américain, debout, trente-cinq fois en trente-cinq minutes. Les observateurs politiques soulignent que cela ne s'était plus vu depuis le 8 décembre 1941, lors de la déclaration de guerre au Japon de Franklin Roosevelt après l'attaque de Pearl Harbor.

### Mercredi12 septembre 1990
- 12 septembre : traité de Moscou; 2+4 sur la réunification de l'Allemagne.

### Vendredi14 septembre 1990
- Guerre du Golfe : l'ambassade de France au Koweït est saccagée par des soldats irakiens; quatre Français sont enlevés dont un seul sera libéré, l'attaché militaire. Les ambassades des Pays-Bas et de Belgique sont également visitées, l'ambassade du Canada est incendiée.

### Samedi15 septembre 1990
- Guerre du Golfe : le président français François Mitterrand après cinq semaines d'hésitation, et à la suite du saccage des locaux de l'ambassade de France au Koweït, décide de l'envoi dans le Golfe, d'un corps expéditionnaire, qui sera porté à 12 000 hommes : la « force Daguet », dont 5 000 soldats de la Force d'action rapide, équipés de chars et d'hélicoptères, et soutenus par une trentaine d'avions de combat, seront déployés sur le flanc ouest du dispositif américain en Arabie saoudite.

### Vendredi21 septembre 1990
- À Nîmes (France, département du Gard), alternative de Jesús Janeiro Bazán dit « Jesulín de Ubrique », matador espagnol.

### Dimanche23 septembre 1990
- Guerre du Golfe : arrivée du porte-avions Clemenceau dans le port de Yanbu (Sud-Est de l'Arabie saoudite) et débarquement des hélicoptères et des troupes qui sont renforcés sur place par des éléments du 1er régiment d'hélicoptères de combat de Phalsbourg et du 3e régiment d'hélicoptères de combat d'Étain. Fin de l’opération Salamandre, début de l’opération Daguet.
- Formule 1 : Grand Prix automobile du Portugal.

### Lundi24 septembre 1990
- Guerre du Golfe : 
  - Après la menace de Saddam Hussein d'attaquer Israël et de détruire les puits de pétrole de la région, le prix du baril de brent franchit la barre des 40 US dollars (contre 16 $ en juillet). Les marchés boursiers enregistrent, de leur côté, des baisses importantes par rapport à début août (-15,4 % à Wall Street, -24 % à Paris, -32 % à Tokyo).
  - L'Assemblée générale des Nations unies accueille quarante chefs d'État ou de gouvernements qui se sont déplacés pour cette occasion. En séance plénière, le président français François Mitterrand confirme la fermeté de la France mais laisse une porte ouverte à la négociation en déclarant « Que l'Irak affirme son intention de retirer ses troupes, qu'il libère les otages, et tout devient possible. ». Plusieurs pays arabes reconnaissent dans cette ouverture, la prise en compte de leurs propres positions et l'esprit du texte que la Jordanie, le Maroc et l'Algérie avaient préparé au début du mois de septembre.

### Mercredi26 septembre 1990
- Guerre du Golfe : déplacement des troupes et hélicoptères français de Yanbu vers la ville militaire King Khalib Military City dans le désert saoudien (Sud-Ouest du Koweït).

### Jeudi27 septembre 1990
- À Djibouti, attentat à la grenade contre le « Café de Paris », situé en plein centre de Djibouti-ville et fréquenté par la communauté française, causant la mort d'un jeune Français et faisant 17 blessés.

### Vendredi28 septembre 1990
- Sortie de la toute première Game Boy en Europe.

### Dimanche30 septembre 1990
- Guerre du Golfe : Saddam Hussein remercie la France de son ouverture diplomatique et affirme souhaiter parvenir à « un règlement équitable et global » de la crise. Cependant il se réfère à son plan du 12 août dernier qui présentait « une solution globale pour tous les problèmes d'occupation dans la région », faisant allusion aux Syriens occupant le Liban et aux Israéliens occupant la bande de Gaza et la Cisjordanie.
- Premier TGV Atlantique, est entré en gare de Bordeaux-Saint-Jean en provenance de Paris- Montparnasse.
- Formule 1 : Grand Prix automobile d'Espagne

## Naissances
- 2 septembre : Marcus Ericsson, pilote automobile suédois.
- 5 septembre :
  - Dilara Fındıkoğlu, styliste turco-britannique.
  - Lance Stephenson, basketteur américain.
  - Kim Yuna (김연아), patineuse artistique sud-coréenne
- 6 septembre : John Wall, basketteur américain.
- 7 septembre : David Jelínek, basketteur tchèque.
- 11 septembre : Côme Levin, acteur français.
- 14 septembre :
  - Roberto Acuña, joueur de basket-ball argentin.
  - Enoch Adu, footballeur international ghanéen.
  - Cody Anderson, joueur américain baseball.
  - Douglas Costa, footballeur brésilien.
  - Fernando Fitz-James Stuart, aristocrate espagnol, héritier du titre de duc d'Albe de Tormes.
  - Eivind Henriksen, athlète norvégien, spécialiste du lancer du marteau.
  - Belinda Hocking, nageuse australienne spécialiste des épreuves de dos.
  - Laura Kamdop, joueuse de handball française.
  - Derek Law, joueur américain baseball.
  - Jucilene de Lima, athlète brésilienne, spécialiste du lancer du javelot.
  - Alex Lowes, pilote de vitesse moto britannique, frère jumeau de Sam.
  - Sam Lowes, pilote de vitesse moto britannique, frère jumeau de Alex.
  - Hirotaka Mita, footballeur japonais.
  - Juwon Oshaniwa, footballeur nigérian.
  - Cecilie Pedersen, footballeuse norvégienne.
  - Luisa Schulze, handballeuse internationale allemande.
  - Romain Taofifénua, joueur international français de rugby à XV.
- 18 septembre : Michael Smith, joueur de fléchettes anglais.
- 19 septembre : Josuha Guilavogui, footballeur international français.
- 20 septembre :
  - Marilou, chanteuse québécoise.
  - Donatas Motiejūnas, basketteur lituanien.
- 21 septembre : Christian Serratos, actrice américaine.
- 24 septembre : 
  - Izïa Higelin, chanteuse française.
  - Danielle Lappage, lutteuse canadienne.
- 26 septembre : Jade Lagardère, mannequin et scénariste de bandes dessinées belge.

## Décès
- 4 septembre : Irene Dunne, actrice américaine (°1898) .
- 21 septembre : Xavier Nicole, adolescent résistant français pendant la Seconde Guerre mondiale (° 17 août 1925).
- 25 septembre : Marcial Lalanda, matador espagnol (° 20 septembre 1903).
- 26 septembre : Alberto Moravia, écrivain italien, à l'âge de 82 ans.
- 29 septembre : Jacques Boulas, coureur cycliste français (° 20 octobre 1948).